# Mechthild von Hessen (1473–1505)
Mechthild von Hessen (* 1. Juli 1473 auf Burg Blankenstein; † 19. Februar 1505 in Kleve) war eine landgräfliche Prinzessin und wurde durch Heirat Herzogin von Kleve und Gräfin von der Mark.

## Leben
Mechthild von Hessen war eine Tochter des Landgrafen Heinrich III. von Hessen und dessen Gemahlin Anna von Katzenelnbogen (1443–1483), Tochter des Grafen Philipp I. von Katzenelnbogen, nach dessen Tod im Jahr 1479 sie Erbin der Grafschaft Katzenelnbogen wurde. Um dieses Erbe entwickelte sich später ein Streit, der zum „katzenelnbogischen Erbfolgestreit“ führte. Letztlich kam Mechthilds Bruder Wilhelm in den Genuss der Erbschaft.
Mechthilds Eltern versuchten, so wie bei ihrer älteren Schwester Elisabeth, mit einer frühzeitigen Heiratspolitik das Katzenelnbogener Erbe zu sichern. Im Sommer 1481 wurde sie achtjährig mit Johann von Kleve verlobt und die Hochzeit war für 1485 vorgesehen. Schließlich fand sie jedoch erst am 3. November 1489 statt, nachdem Papst Innozenz VIII. dem Herzog Johann am 15. April 1489 die Goldene Tugendrose verliehen hatte. Dies ist bemerkenswert vor dem Hintergrund, dass Johann mit seinen angeblich 63 vorehelichen Kindern den zweifelhaften Ruf eines „Kindermachers“ hatte. Johann nannte sich fortan  „Johann von Kleve, Graf von der Macke und Katzenellenbogen“.
Mechthild kam reich begütert in die Ehe und zu ihrem Hofstaat gehörten neben einer Kammermagd zwei Knaben, ein Schneider, zwei Jungfrauen und ein Kaplan.
Der Ehe entstammten die Kinder
- Hedwig (* 1485), ⚭ Otto von Büren
- Joost (1485–1541), Priester
- Johann (1490–1539), ⚭ Maria von Jülich, Erbtochter der Herzogtümer Jülich und Berg
- Anna (1495–1567), ⚭  Philipp III. von Waldeck zu Eisenberg

Mechthild von Hessen fand ihre letzte Ruhestätte in der Klever Stiftskirche, wo später auch ihr Mann Johann beerdigt wurde.

## Nachwirkungen
In der Münchener Staatsbibliothek (Cod. Germ. 84) befindet sich das „Gebetbuch der Sybille von Kleve“, datiert auf das Jahr 1526. Der Kunsthistoriker Eberhard Schenk zu Schweinsberg hat in seinen Forschungen anhand eines identischen Gebetbuchs (eine Leihgabe des Kölner Domherrn Valentin Engelhart von Geltersheym in der Forschungsbibliothek) belegt, dass beide Gebetbücher aus einer Kölner Werkstatt stammen. Er stellt fest, dass nur Mechthild von Hessen die Erstbesitzerin des Gebetbuchs gewesen sein kann und sie dieses später ihrer Enkelin Sibylle, Tochter ihres Sohnes Johann, als Hochzeitsgeschenk überlassen hat.